# Boris Kulikow
Boris Nikołajewicz Kulikow (ros. Бори́с Никола́евич Кулико́в; ur. 28 sierpnia 1937 w Siemikarakorsku, zm. 5 marca 1993 tamże) – radziecki poeta i prozaik.

## Nagrody
- 1994: Międzynarodowa Nagroda M. A. Szołochowa w dziedzinie literatury i sztuki (pośmiertnie)[1]